# Cantón de Saint-Nazaire-Centro
El cantón de Saint-Nazaire-Centro era una división administrativa francesa, que estaba situada en el departamento de Loira Atlántico y la región de Países del Loira.

## Composición
El cantón estaba formado por una fracción de la comuna que le daba su nombre:
- Saint-Nazaire (fracción)

## Supresión del cantón de Saint-Nazaire-Centro
En aplicación del Decreto n.º 2014-243 de 25 de febrero de 2014, el cantón de Saint-Nazaire-Centro fue suprimido el 22 de marzo de 2015 y la fracción de la comuna que le daba su nombre se unió con las demás fracciones para que, por medio de una reestructuración cantonal, fueran creados los nuevos cantones de Saint-Nazaire-1 y Saint-Nazaire-2.